# Anyphops basutus
Anyphops basutus là một loài nhện trong họ Selenopidae.
Loài này thuộc chi Anyphops. Anyphops basutus được Mary Agard Pocock miêu tả năm 1901.